# Sphaerodorum vietnamense
Sphaerodorum vietnamense är en ringmaskart som beskrevs av Fauchald 1974. Sphaerodorum vietnamense ingår i släktet Sphaerodorum och familjen Sphaerodoridae. Inga underarter finns listade i Catalogue of Life.